# 西布阿爾布阿利火山
西布阿爾布阿利火山是印度尼西亞的火山，位於蘇門答臘北部，海拔高度1,819米，火山在更新世時期形成，火山錐由流紋岩和英安岩組成，東面山坡有兩個火山噴氣孔。